# 크리스티안 보어
크리스티안 하랄 라우리츠 페테르 에밀 보어(덴마크어: Christian Harald Lauritz Peter Emil Bohr, 1855년 2월 14일 ~ 1911년 2월 3일)는 덴마크의 의사로 노벨상 수상자인 물리학자 닐스 보어와 수학자 겸 축구 선수인 하랄 보어의 아버지이다. 1903년 보어 효과라고 알려진 현상을 처음으로 기술했다.